# Meekopora bassleri
Meekopora bassleri is een mosdiertjessoort uit de familie van de Hexagonellidae. De wetenschappelijke naam van de soort is voor het eerst geldig gepubliceerd in 1906 door Foerste.